# Thomas Carlyle
Thomas Carlyle (sinh ngày 4 tháng 12 năm 1795 – mất ngày 5 tháng 2 năm 1881) là một nhà triết học, nhà châm biếm, nhà văn, nhà sử học và giáo viên người Scotland. Ông được xem như một nhà bình luận xã hội quan trọng nhất thế giới. Thomas Carlyle đã đọc rất nhiều bài diễn văn khen ngợi thời đại Victoria. Một trong những bài diễn văn đó rút ra từ tác phẩm nổi tiếng của ông "On Heroes, Hero-Worship, and The Heroic in History". Trong tác phẩm này, ông đã giải thích rằng những yếu tố chính góp phần tạo nên lịch sử nằm trong tay của các "vĩ nhân" với tuyên bố "lịch sử không là gì khác hơn là tiểu sử của các vĩ nhân".
Là một nhà sử học có uy tín, tác phẩm năm 1837 "The French Revolution: A History" là cảm hứng cho cuốn tiểu thuyết của Charles Dickens vào năm 1859 Tale of Two Cities, và vẫn còn rất nổi tiếng cho đến ngày nay. Tác phẩm "Sartor Resartus" của ông trong năm 1836 là một tiểu thuyết mang tính triết học rất nổi tiếng.
Là một người thích tranh biện, Carlyle đã đặt ra thuật ngữ "khoa học thấp kém" ("the dismal science") dành cho ngành kinh tế. Ông cũng viết những bài báo cho Bách khoa Toàn thư Edinburgh (Edinburgh Encyclopaedia), và tác phẩm "Occasional Discourse on the Negro Question" (1849) vẫn còn tiếp tục gây ra nhiều tranh cãi. Từng là một tín đồ Thiên Chúa giáo, Carlyle đánh mất niềm tin khi học tại trường Đại học Edinburgh, và trở thành một người theo thuyết vị tha (Deism).
Trong toán học, Ông được biết đến với khái niệm "vòng tròn Carlyle" ("Carlyle circle"), một phương pháp được dùng trong phương trình bậc hai và cho việc phát triển các công trình đo lường cho các đa giác thông thường.

## Cuộc đời và ảnh hưởng

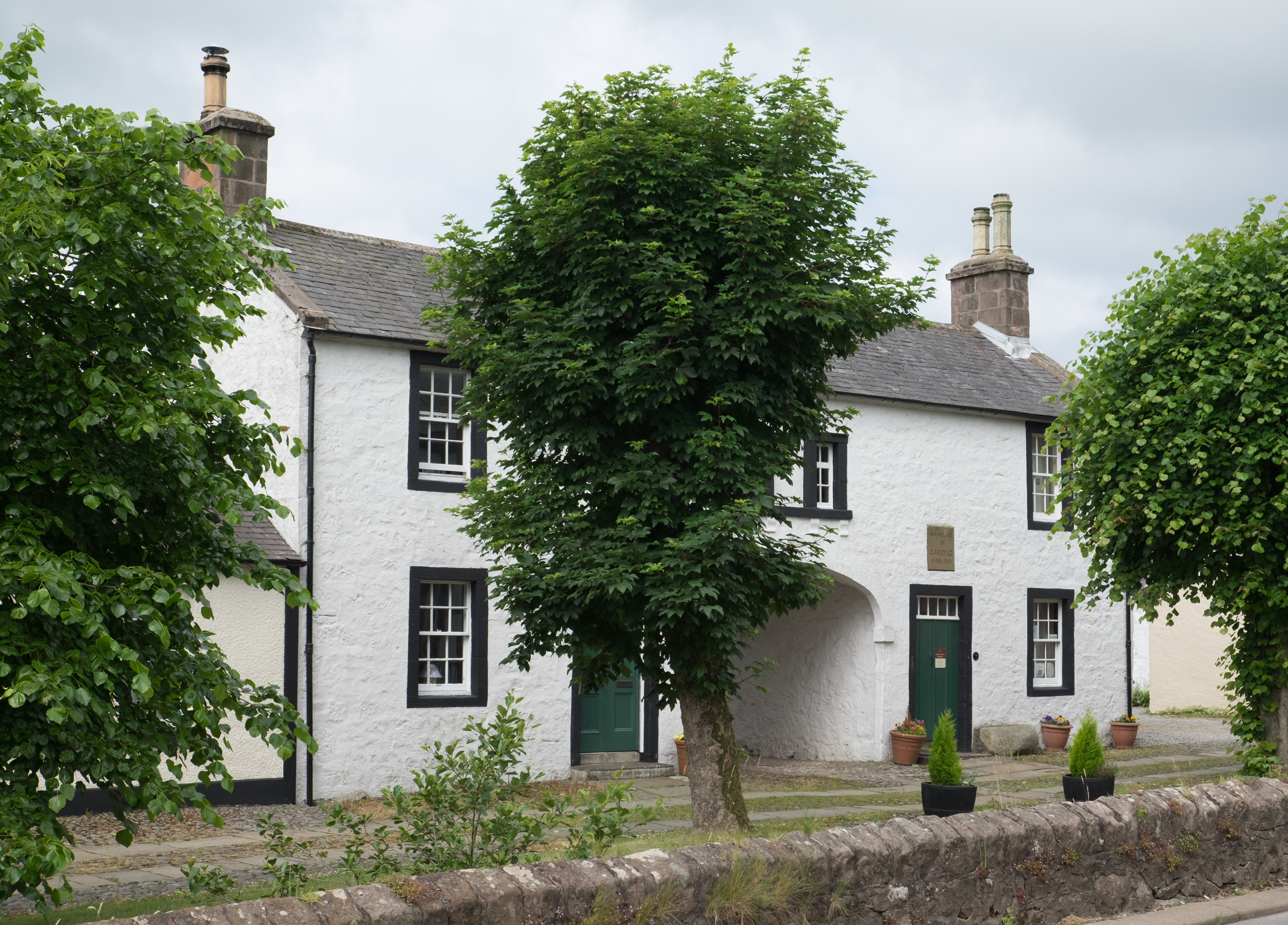
Nơi sinh của Thomas Carlyle, Ecclefechan

Carlyle sinh ra tại Ecclefechan trong Dumfriesshire. Cha mẹ ông cố gắng cho ông theo học tại Học viện Anna tại tỉnh Anna. Nhưng đây lại là nơi ông chịu sự bắt nạt về cả thể xác lẫn tinh thần đến nỗi mà ông buộc phải từ bỏ trường học 3 năm sau đó. Cha ông là một thành viên của chi nhánh nhà Thờ Burgher. Thuở nhỏ, niềm tin mãnh liệt của gia đình (và thậm chí là cả quốc gia) vào đức tin Calvin Calvin đã tác động sâu sắc lên tâm lý của Carlyle.
Sau khi tốt nghiệp trường Đại học Edinburgh, Carlyle trở thành một thầy giáo dạy toán đầu tiên là tại Annan và sau đó là Kirkcaldy nơi mà ông bắt gặp và trở thành bạn thân của Edward Irving, một người theo thuyết thần bí (có một sự kiện dễ gây nhầm lẫn đó là có một người Scottland khác trùng tên với Thomas Carlyle nhưng nhỏ tuổi hơn cũng từng làm việc với Edward Irving trong nhà thờ Catholic Apostolic).
Trong năm 1819-1821, Carlyle tiếp tục tham gia học tại Đại học Edinburgh. Tại đây ông đã trải qua một cuộc khủng hoảng to lớn về đức tin và ông đã có những thay đổi trong tư tưởng của mình. Những thay đổi này là điều kiện cho sự ra đời của tác phẩm "Sartor Resartus" ("The Tailor Retailored"), chính tác phẩm này đã bắt đầu đưa ông trở thành một tác gia được chú ý.
Carlyle xuất hiện dấu hiệu của bệnh đau dạ dày, thậm chí nó có thể là một vết loét, chứng bệnh theo ông trong suốt cuộc đời và làm cho ông trở nên cáu bẳn, ưa tranh luận và phần nào bất mãn với cuộc đời. Phong cách văn xuôi của ông nổi tiếng cộc cằn và dùng từ rất nặng nề, càng tô đậm thêm một bầu không khí của sự tức giận.

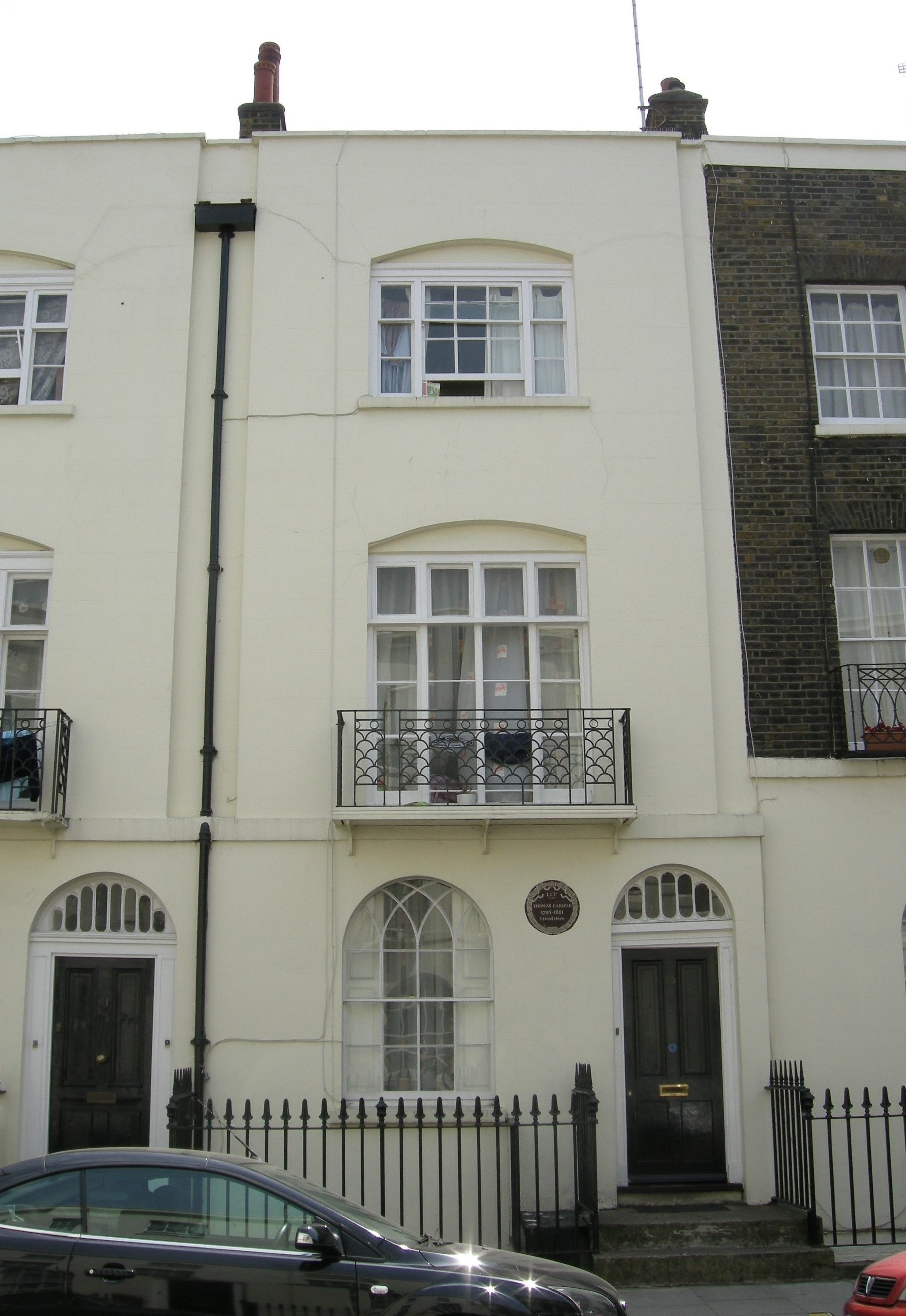
Ngôi nhà củaCarlyle tại số 4 (bây giờ là 33) Ampton Street, London, được đánh dấu với một tấm bảng của London County Council

Tư tưởng của Carlyle chịu ảnh hưởng nặng nề từ chủ nghĩa duy tâm Đức, đặc biệt là nhà triết học Johann Gottlieb Fichte. Ông tự khẳng định mình như một bậc thầy trong văn học Đức thông qua các tiểu luận được viết trong tạp chí Fraser's Magazine và các tác phẩm dịch từ tiếng Đức, nổi tiếng nhất là cuốn tiểu thuyết "Wilhelm Meisters Lehrjahre" của Goethe. Ông cũng viết tác phẩm nói về cuộc đời của Schiller trong năm 1825.
Trong năm 1826, Thomas Carlyle kết hôn với một trí thức lớn là Jane Baillie Welsh, người mà ông đã gặp thông qua sự giới thiệu của Edmund Irving trong khoảng thời gian ông đang nghiên cứu về văn học Đức. Trong năm 1827, Ông nộp đơn cho một chân Trưởng khoa Triết học Đạo đức tại Đại học St Andrews, nhưng không được bổ nhiệm.. Ông ở trong ngôi nhà của Jane tại Craigenputtock, một nông trại ở Dumfrieshire, Scotland. Ông thường viết về cuộc đời của mình tại tại Craigenputtock – cụ thể: "Không có nơi nào phù hợp cho việc sống và suy nghĩ như tại đây". Ở đây, ông đã viết một số tiểu luận đặc sắc nhất của mình và bắt đầu một tình bạn suốt đời với nhà viết tiểu luận Mỹ Ralph Waldo Emerson.
Vào năm 1831, vợ chồng Carlyles đến sống tại Luân Đôn, ở một khu nhà trọ tại số 4 (nay là 33) đường Ampton, Kings Cross. Trong năm 1834, họ đến sống tại số 5 (nay là 24) Cheyne Row, Chelsea, nơi mà sau này trở thành bảo tàng tưởng niệm Carlyle. Carlyles được biết như "một nhà hiền triết của Chelsea", và trở thành một thành viên của nhóm những học giả sáng giá nhất bao gồm cả Leigh Hunt và John Stuart Mill.
Ở đây, ông hoàn thành tác phẩm "The French Revolution: A History" (gồm 3 quyển, năm 1837), một nghiên cứu lịch sử về sự bóc lột người nghèo ở Pháp và những thảm kịch khi sự sự kìm nén của đám đông bùng phát. Tác phẩm ngay lập tức thành công vang dội.

## Tác phẩm

### Buổi đầu cầm viết
Trước năm 1821, Carlyle không muốn trở thành một giáo sĩ và tập trung toàn bộ sức lực vào công việc cầm bút. Tác phẩm viễn tưởng đầu tiên của ông là "Cruthers and Jonson", một trong rất nhiều nỗ lực bị thất bại trong việc viết tiểu thuyết. Tiếp theo, ông thực hiện dịch tác phẩm của Goethe "Wilhelm Meister's Apprenticeship, và bắt đầu nghi ngờ thể loại văn chương hiện thực và vì vậy bắt đầu viết thể loại tiểu thuyết viễn tưởng. Bên cạnh những bài tiểu luận của ông về văn chương Đức, ông còn dấn thân vào thể loại bình luận về xã hội hiện đại trong những bài tiểu luận quan trọng của ông có tựa đề "Signs of the Times and Characteristics". Bên cạnh đó, ông cũng viết những bài báo bình luận về cuộc đời và các tác phẩm của các nhà thơ, học giả như Goethe, Voltaire và Diderot.

### Tác phẩm "Sartor Resartus"
Một trong các tác phẩm quan trọng đầu tiên của ông, "Sartor Resartus" ("The Tailor Retailored") bắt đầu được viết trong năm 1831 tại nhà của vợ ông ở Craigenputtoc, và được ông dự kiến như một thể loại sách mới: vừa thực tế vừa hư cấu, vừa nghiêm túc vừa châm biếm, vừa mang tính dự báo vừa có yếu tố lịch sử. Trớ trêu thay, tác phẩm đã gây rối trên chính cấu trúc của nó và buộc người đọc phải tự suy tư để tìm hiểu ý của tác giả. "Sartor Resartus" được in tuần tự lần đầu tiên trong tạp chí Fraser's Magazine từ năm 1833 đến 1834. Tác phẩm kể về một sự nỗ lực của một tác giả vô danh để giới thiệu đến người dân Anh nhân vật Diogenes Teufelsdröckh, một triết gia người Đức quan tâm đến những bộ quần áo, là một nhân vật hư cấu của Carlyle. Tác giả giành được sự tôn trọng, nhưng đa phần tác phẩm là rất rối ren bởi những tư tưởng kì lạ của Teufelsdröckh, trong đó tác giả buộc phải giải thích ý nghĩa của việc chọn lựa các lựa chọn của nhân vật. Để có thể hiểu được triết lý của Teufelsdröckh, Tác giả đã cố tình tìm hiểu lai lịch của nhà triết học này nhưng chỉ thành công phần nào. Ẩn trong câu nói dường như vô lý của nhà triết học Đức này, có một sự chế giễu về chủ nghĩa thực tế và tính thương mại hóa trong xã hội Anh. Từ những mảnh ghép về cuộc đời của Teufelsdröckh trong mớ tài liệu hỗn loạn, tác giả đã tiết lộ những thông tin về những trải nghiệm tâm linh của nhà triết học. Tác giả bắt đầu xem thường những hiện tượng tham nhũng trong xã hội hiện đại. Tác giả chiêm nghiệm về "sự lặp lại tiếng không" của lời từ chối, tiến đến "trung tâm của sự dửng dưng", và cuối cùng thỏa mãn với "sự lặp lại của từ có". Cuộc hành trình tâm linh đi từ việc chối bỏ sự cầm tù để tìm đến với ý chí tự do này về sau sẽ được mô tả như một phần của sự thức tỉnh hiện sinh.
Từ bản chất bí ẩn trong tác phẩm Sartor Resartus, không ngạc nhiên khi xuất bản lần đầu, tác phẩm không được chào đón. Tác phẩm dần trở nên nổi tiếng những năm sau đó và được xuất bản dưới dạng sách tại Boston 1836, với lời mở đầu được viết bởi Ralph Waldo Emerson, và ảnh hưởng đến sự phát triển của chủ nghĩa siêu nghiệm tại New England.

#### Sự lặp lại của từ không và có

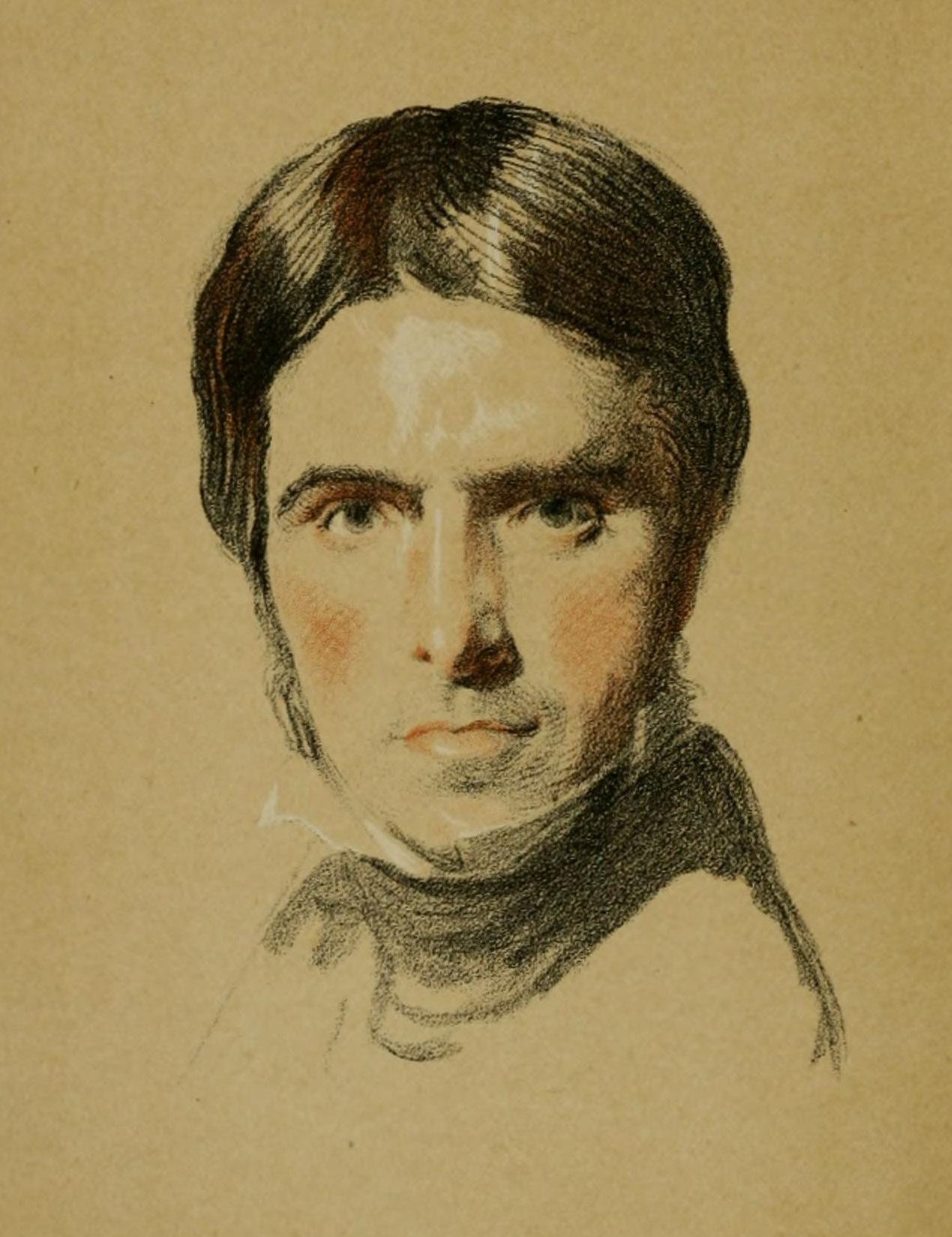
Tranh Màu nước phác thảo Thomas Carlyle, tuổi 46, bởi Samuel Laurence

"Sự lặp lại của tiếng có" là một cái tên do Carlyle đặt ra trong tác phẩm để ám chỉ đức tin vào Chúa trời về thái độ rõ ràng, quyết đoán, ổn định, và không thỏa hiệp tính đối lập của nó với "Sự lặp lại của tiếng không", và nguyên tắc không có gì được gọi là đức tin vào Chúa trời ngoại trừ sự đối lập chống lại những tâm hồn không tin vào Đức Chúa trời.
"Sự lặp lại của tiếng không" là tên do Carlyle đặt ra để ám chỉ những người không có đức tin vào Chúa trời, đặc biệt khi nó tự mô tả về nó trong anh ta, hay nói đúng hơn là trong bản thân Teufelsdröckh, một cuộc chiến chống lại nó; Linh hồn, như được nhấn mạnh trong tác phẩm  Mephistopheles của Goethe, là luôn luôn chối bỏ – der stets verneint – sự tồn tại của Chúa trời trong suy nghĩ, nhân cách của chúng ta và trong cuộc sống của nhân loại, và có một niềm hứng thú tàn ác trong việc chế giễu những điều cao quý và đáng tôn trọng như là những điều phù phiếm và vô nghĩa.
Trong tác phẩm "Sartor Resartus", người dẫn truyện đi từ "Sự lặp lại của từ không" đến "Sự lặp lại của từ có", chỉ bằng việc thông qua "trung tâm của sự dửng dưng", một góc nhìn của Chủ nghĩa vô thần và sự khách quan. Chỉ sau khi giảm đi lòng ham muốn và tính tự đắc, như mục đích của người Phật tử là "sự dửng dưng"("indifferent"), người dẫn truyện mới có thể nhận ra điều đúng đắn. Trong một vài cách, khái niệm này tương tự như khái niệm "Bước nhảy của Đức tin" của nhà triết học đồng thời Søren Kierkegaard trong tác phẩm "Concluding Unscientific Postscript"..

#### Sự tôn thờ khả năng trầm mặc và nỗi đau buồn
Dựa theo hình tượng một tín đồ Đạo Cơ Đốc được Goethe mô tả như "người tôn thờ nỗi đau buồn" và "Tôn giáo cao quý nhất, dành cho Con của Người", Carlyle thêm rằng, diễn giải điều này, "sẽ không có vương miện cao quý, thậm chí những vương miện cũ mà chỉ có một vương miện cho những chiếc gai".
Sự tôn thờ "khả năng trầm mặc" là một cái tên do Carlyle đặt ra dành cho lòng tôn trọng mù quáng đối với việc giới hạn việc phát biểu ý kiến cho đến khi "Tư tưởng tự nó trở nên thâm trầm hơn,… để giúp một người chấp nhận sự im lặng cho đến khi có một cái gì thật sự quan trọng để nói", một học thuyết còn nhiều chỗ khó hiểu, và dường như được viết một cách cố ý. Sự trầm mặc đối với ông là một tử cung lớn sinh ra mọi tư tưởng vĩ đại.

### The French Revolution
Vào năm 1834, Carlyle đến Luân Đôn và xuất hiện cùng với những nhân vật có tiếng tăm. Tại Vương quốc Anh, Carlyle thật sự thành công với việc xuất bản bộ ba tập tác phẩm của ông "The French Revolution: A History" trong năm 1837. Sau khi bản thảo của tập đầu tiên bị cháy do sự bất cẩn từ người hầu của nhà triết học John Stuart Mill, Carlyle buộc phải viết tập hai và ba trước rồi bắt đầu viết lại tập 1 từ đầu.
Kết quả của tác phẩm tạo ra những cảm hứng mới trong việc viết những tác phẩm sử học. Tại một khu vực có nền chính trị mạnh như Châu Âu tràn ngập nỗi sợ xen lẫn niềm phấn khích về cách mạng. Tác phẩm của Carlyle về cảm hứng cũng như sự cảnh báo được truyền cảm hứng từ những sự kiện ở Pháp dường như liên quan chặt chẽ với nhau. Phong cách của Carlyle về cách viết sử học nhấn mạnh vào tính liên tục của hành động – thường dùng ở thì hiện tại.
Đối với Carlyle, những sự kiện hỗn loạn cần đến những gì mà ông gọi là "Những anh hùng" để giải quyết các lực lượng đối đầu nhau đang xuất hiện trong xã hội. Khi không loại bỏ yếu tố kinh tế và sự giải thích thực tế tại các sự kiện lịch sử, ông thấy những lực lượng này như "Linh hồn" – Hy vọng và Khát khao của những người nhìn nhận hình thức của tư tưởng và bị trì trệ trong ý thức hệ ("Công thức" hay "Chủ nghĩa", theo cách mà ông gọi họ). Theo quan điểm của Carlyle, chỉ có những cá nhân thật sự vượt trội mới có thể giải quyết những tinh huống khó khăn này và lãnh đạo những nguồn năng lượng "linh hồn" này một cách hiệu quả: ngay khi ý thức hệ "công thức" được thay thế bằng những hành động của các anh hùng, xã hội trở nên mất nhân tính.
Charles Dickens sử dụng các tác phẩm của Carlyle như một nguồn tài liệu thứ hai cho những sự kiện của cuộc Cách mạng Pháp trong cuốn tiểu thuyết "A Tale of Two Cities".

### Những anh hùng và sự tôn thờ anh hùng
Đồng ý kiến với những nhà tư tưởng sâu sắc của thời đại, những tư tưởng này ảnh hưởng đến sự phát triển và gia tăng của chủ nghĩa xã hội và chủ nghĩa phát xít. Sau này, Carlyle có những suy tư riêng, điều này dẫn đến việc rạn nứt một số mối quan hệ với một số bạn bè cũ và những người thân, như là Mill và, ở một sự rạn nứt thấp hơn, Emerson. Niềm tin của ông về tầm quan trọng trong việc giao quyền cai trị cho các anh hùng xuất hiện trong tác phâm của ông "On Heroes, Hero-Worship, and The Heroic in History". Trong tác phẩm, ông so sánh sự đa dạng của nhiều loại anh hùng khác nhau, bao gồm cả Odin, Muhammad, Oliver Cromwell, Napoleon, William Shakespeare, Dante, Samuel Johnson, Jean-Jacques Rousseau, Robert Burns, John Knox, và Martin Luther. . Những áng văn của Carlyle được cho là những công thức đầu tiên và có giá trị về Thuyết Vĩ nhân.

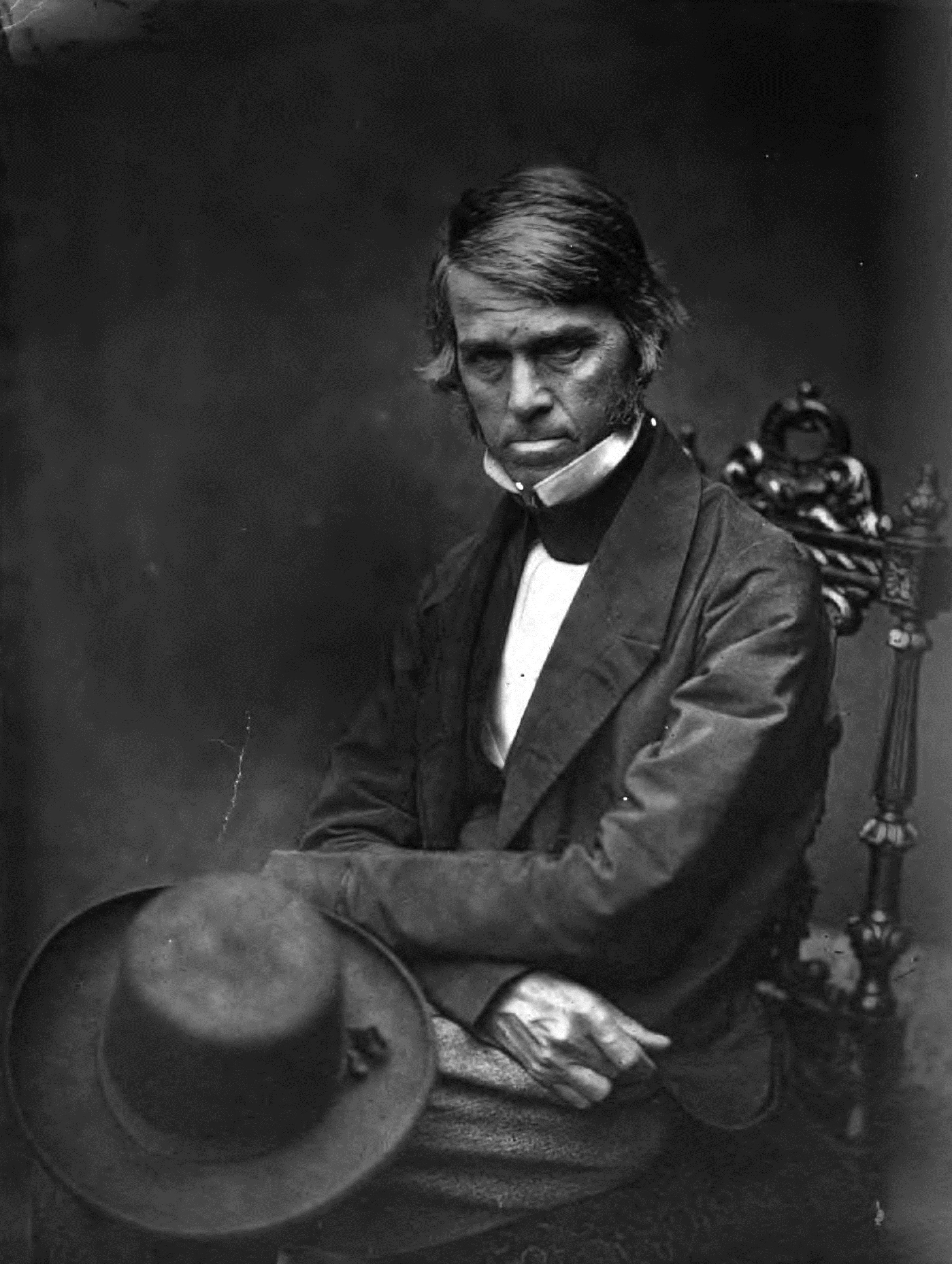
Thomas Carlyle năm1854

Cuốn sách dựa trên tập hợp các bài diễn văn của ông. Tác phẩm "The French Revolution" đã làm cho Carlyle nổi tiếng nhưng không có nhiều tiền. Những người bạn của ông đã giúp ông có thêm thu nhập bằng cách tổ chức những buổi diễn thuyết cho ông, kêu gọi người đến nghe và bán vé. Carlyle không thích diễn thuyết nhưng biết là mình có thể làm được và quan trọng hơn, nó giúp kiếm thêm một số tiền. Giữa những năm 1837 và 1840, Carlyle thực hiện 4 cuộc diễn thuyết dạng này. Bài diễn thuyết cuối cùng là về các "anh hùng". Từ những ý chính mà ông chuẩn bị để thuyết trình, Ông đã tập hợp lại và viết thành một cuốn sách hoàn chỉnh, góp phần lặp lại những hứng thú trong việc tổ chức những buổi thuyết trình công cộng.
"Những anh hùng trong nghề cầm bút" (1840):
- "Những cuốn sách chứa đựng linh hồn của toàn bộ quá khứ; những tiếng nói rõ ràng của quá khứ, khi mà cả thân xác cùng với những vật chất liên quan đến nó đã tan biến như một giấc mơ".
- "Một người đàn ông sống bằng niềm tin vào một điều gì đó; không phải bằng sự tranh luận về quá nhiều điều".
- "Tất cả những điều mà nhân loại đã làm, nghĩ, đạt được hay là một cái gì đó: được lưu giữ một cách kì diệu thông qua những trang sách".
- "Những gì mà chúng ta trở thành phụ thuộc vào những gì mà chúng ta đọc sau khi những Giáo sư kết thúc bài thuyết trình với chúng ta. Trường đại học vĩ đại nhất là bộ sưu tập những cuốn sách".
- "Những người đàn ông chịu đựng nhiều gian khó nên cố nuốt lấy những cay đắng của mình; sẽ không ai chấp nhận những sự khó khăn của chúng ta cho đến khi chúng ta biến những gian khó này thành kết quả".
- "Nghịch cảnh đôi khi khó xảy đến với một người đàn ông, nhưng cứ một người đàn ông thành công về mặt sự nghiệp, có 100 người khác có thể chịu đựng được thử thách". (thường được viết ngắn gọn là "không thể thành công trong sự nghiệp" như một câu trích dẫn vô danh)"
- "Không phải là những gì tôi có, mà là những gì tôi làm, là vương quốc của tôi."

Carlyle là một trong số rất ít những nhà triết học sống trong thời kì Cách mạng Công nghiệp nhưng vẫn giữ một tinh thần "không lệ thuộc vào vật chất". Những tác phẩm của ông bàn về rất nhiều người trong các lĩnh vực từ tôn giáo, văn học cho đến chính trị. Ông chia những nhóm người trong những vị trí thích hợp và xếp  Muhammad vào một vị trí đặc biệt trong tác phẩm "Hero as a Prophet". Trong tác phẩm của mình, Carlyle thể hiện lòng ngưỡng mộ dành cho lòng đam mê tuyệt đối của Muhammad khi tự xem mình như người cải cách học thuyết Hegel, khẳng định niềm tin của mình và nhận xét "Không biết bằng cách nào mà một người đàn ông đơn độc, có thể gắn kết các bộ lạc nội chiến và rày đây mai đó thành một quốc gia hùng mạnh và văn minh trong vòng chưa đầy 20 năm". Những phân tích của Carlyle được trích dẫn rộng rãi bởi các học giả Hồi giáo đang tìm kiếm những người Phương Tây ủng hộ quan điểm Muhamed là một trong những vĩ nhân của lịch sử.
Carlyle tin rằng "Bậc vĩ nhân đó nên đặt ra luật lệ và mọi người nên tôn thờ những luật lệ đó", một quan điểm mà đối với Carlyle được hỗ trợ từ những niềm tin phức tạp trong lịch sử và quá trình tiến hóa. Các xã hội, như những sinh vật, phát triển trong suốt bề dài lịch sử, vững bền theo thời gian, nhưng cũng chắc chắn sẽ suy yếu và chết dần, nhường chỗ cho những xã hội mạnh hơn, tiến bộ hơn. Những anh hùng là những người thúc đẩy quá trình này, chấp nhận sự tàn ác nếu như cần thiết và vì điều tốt đẹp. Đối với họ, lòng dũng cảm là một đức tính cao quý hơn tình thương; những anh hùng là những người được tôn trọng, không phải các vị thánh. Những anh hùng là những hình mẫu cho mọi người noi theo, và tiếp đến là người sáng tạo, làm cho lịch sử phát triển lên chứ không phải phá hủy nó (Lịch sử là tiểu sử của các vĩ nhân). Carlyle là người duy nhất trong thời đại ông nhận ra cái chết của Chúa trời tự thân nó không có gì để hạnh phúc về, nếu như người đàn ông không bước vào và tạo ra những giá trị mới để thay thế những giá trị cũ. Đối với Carlyle, người anh hùng nên được tôn thờ, trung tâm của một tôn giáo mới tuyên bố nhân loại như "một phép là của mọi phép lạ… những thiên thần duy nhất mà chúng ta có thể biết". Đối với niềm tin Bentley của Carlyle đã từng đề xuất một chủ nghĩa duy tâm anh hùng, một thuật ngữ đề cao từ học thuyết chính trị, chủ nghĩa cấp tiến quý tộc, siêu hình học, chủ nghĩa tự nhiên siêu nhiên. Một người theo chủ nghĩa duy tâm anh hùng sợ rằng những xu hướng mới hướng tới sự dân chủ sẽ trao quyền lực vào tay những kẻ xấu, ngu dốt, vô đạo đức, trong khi niềm tin của họ về những năng lực siêu nhiên cái mà luôn vận động hướng lên sẽ mang lại một vài tia hy vọng rằng nguồn lực này sẽ tìm ra những con người trí tuệ, sức mạnh và vĩ đại.:17–18,49–58
Nietzsche rất đồng tình với sự tôn thờ người anh hùng của Carlyle, sử dụng nhiều đặc tính của người anh hùng này trong khái niệm siêu nhân của ông. Nietzsche tin rằng người anh hùng nên được tôn thờ, không phải vì những điều tốt mà người này làm cho nhân loại mà nó chỉ đơn giản là sự tôn trọng những gì vĩ đại. Người anh hùng tự chứng tỏ rằng anh ta được chọn để trở nên vĩ đại. Trong những thử thách của cuộc sống, người hùng là kẻ chinh phạt, trưởng thành trong khó khăn. Người hùng không cảm thấy hổ thẹn về sức mạnh mình có được; thay vì những tôn thờ những đặc tính của một tín đồ Cơ đốc như hiền lành, khiêm tốn và nhân từ, người hùng đề cao chủ nghĩa duy tâm anh hùng: Dũng cảm, trưởng giả, tự cao, và sẵn sàng là người đặt ra luật lệ. Châm ngôn sống của người hùng là: "Một bài học cũ nhưng có giá trị, một kế hoạch đơn giản, đó là anh ta nên giữ những người có quyền lực và nên chọn những người có năng lực.":52
Đối với Carlyle, người hùng là một cái gì đó tương tự như hình tượng người đàn ông "vĩ đại" ("Magnanimous") - người hoàn thiện một cách tối đa của Aristotle'. Tuy nhiên, Theo Carlyle, không như Aristotle, thế giới đầy ắp những mâu thuẫn mà người anh hùng cần giải quyết. Tất cả những anh hùng đều có điểm yếu. Chủ nghĩa anh hùng nằm trong những hành động của họ khi họ đối đầu với những thử thách này, không phải nằm trong bản chất của họ. Để chế giễu những người thất bại luôn tìm kiếm sự an bình trong việc né tránh những khó khăn, Carlyle gọi điều này là "chủ nghĩa tôi tớ", từ việc nhấn mạnh "không ai là anh hùng đối với kẻ đầy tớ của họ"

### Những tác phẩm về sau

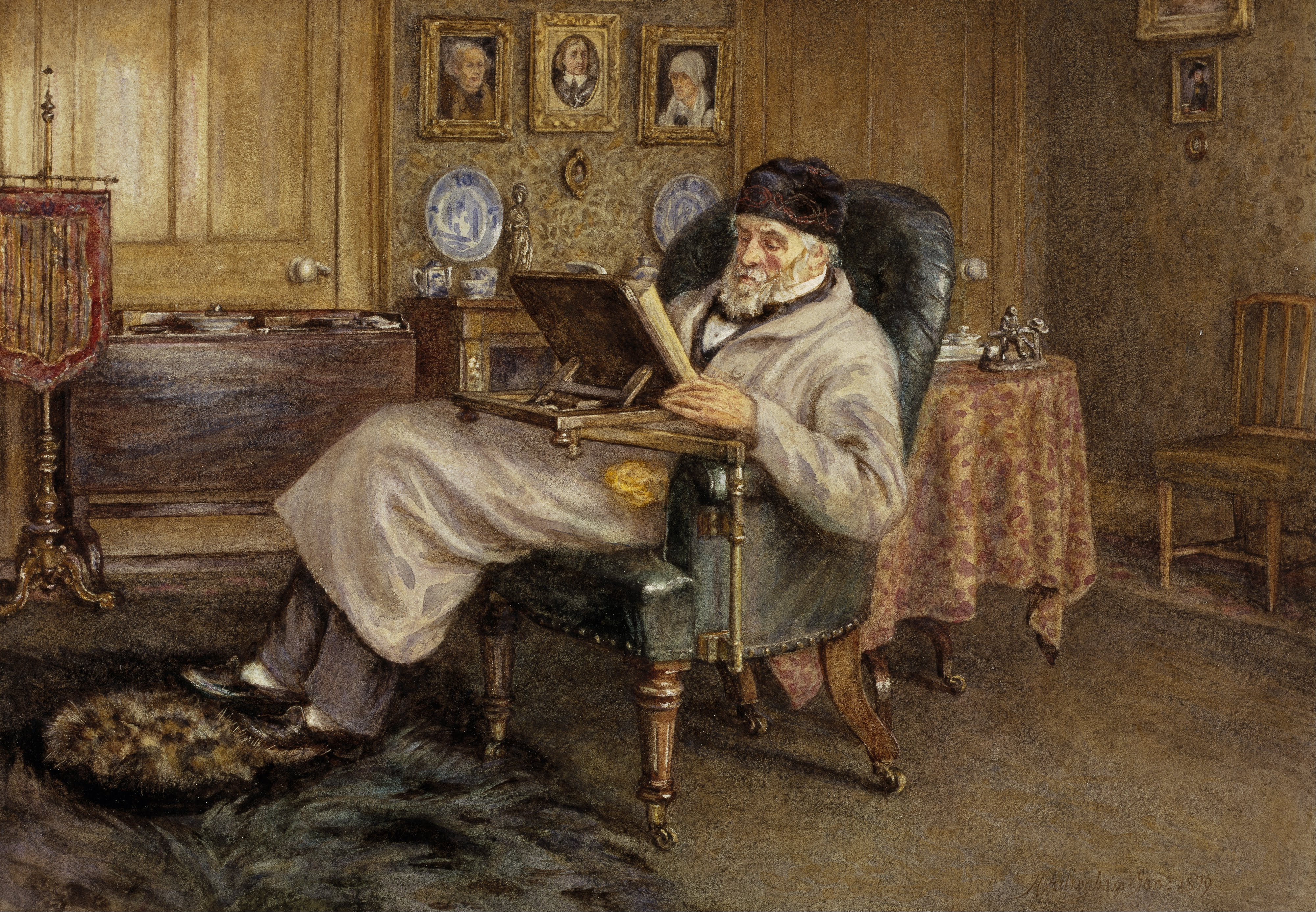
bức tranh Carlyle năm 1879

Tất cả những tác phẩm về sau của Carlyle đều có những ảnh hưởng nhất định đến các học giả thế hệ sau, đặc biệt là những nhà văn như Charles Dickens và John Ruskin. Tuy nhiên, sau Cách mạng 1848 và những biến động chính trị tại Anh, Carlyle xuất bản tập hợp những bài tiểu luận có nhan đề "Latter-Day Pamphlets"(1850), trong tác phẩm ông công kích chế độ dân chủ như một chế độ xã hội vô lý, trong khi đồng thời lên án chế độ quân chủ "cha truyền con nối". Hai trong số những bài tiểu luận này, tiểu luận thứ nhất: "The Present Times" và tiểu luận thứ hai: "Model Prisons" được đánh giá bởi  Karl Marx và Friedrich Engels vào tháng 4 năm 1850. Carlyle phê phán chế độ quân chủ "cha truyền con nối"như "đang mất đi tính hiệu quả". Tuy nhiên, ông phê phán chế độ dân chủ là không thể hiểu được, chế giễu tư tưởng cho rằng sự thật khách quan có thể được biết nhờ vào lá phiếu của số đông. Chính phủ nên được tổ chức từ những cá nhân có khả năng lãnh đạo. Nhưng làm thế nào để tìm được những con người tài năng này, và làm thế nào để đối xử với họ, là một điều mà Carlyle không thể (hay sẽ không) nói rõ. Marx và Engels đồng tình với quan điểm và cả sự phê phán của Carlyle về chế độ quân chủ "cha truyền con nối". Tuy nhiên, họ phê phán kế hoạch của Carlyle dùng chế độ dân chủ để tìm ra "những người vĩ đại nhất" và "những người vĩ đại khác" được biết như những người phù hợp nhất cho một Chính phủ.

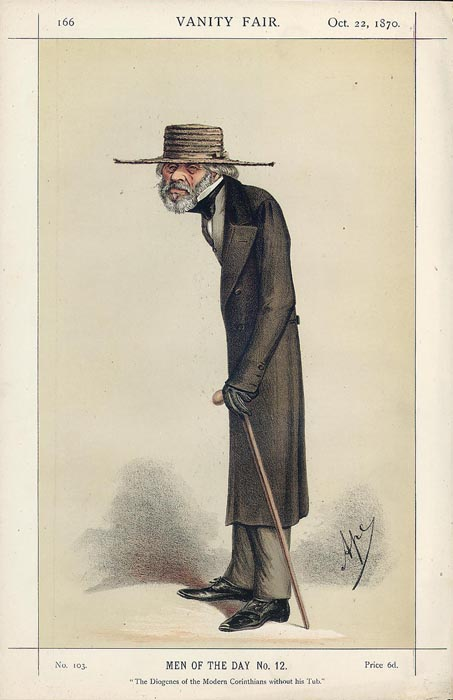
Bức tranh biếm họa của Ape được công bố trong tạp chí Vanity Fair trong năm 1870.

Trong những tác phẩm về sau, Carlyle tìm kiếm những người anh hùng đóng vai trò lãnh đạo trong những trường hợp cụ thể của cuộc sống. Tác phẩm "The Letters and Speeches of Oliver Cromwell"(1845) mô tả một hình ảnh tích cực về Cromwell: một người nỗ lực để tìm lại sự trật tự từ những phe phái đang mâu thuẫn trong thời của Cromwell. Carlyle cố gắng thể hiện ngôn ngữ của Cromwell một cách tự nhiên nhất bằng cách trích dẫn nguyên văn, và sau đó bình luận về tầm quan trọng của những câu nói này trong bối cảnh rối ren của thời đại. Một lần nữa, mục đích của ông là tái hiện "lịch sử" trong "hiện tại".
 Tiểu luận của ông "Occasional Discourse on the Negro Question" (1849) đề nghị rằng chế độ nô lệ không bao giờ nên được bãi bỏ, hay được thay thế bằng chế độ nô lệ nông nghiệp (serfdom). Nó giúp duy trì trật tự, ông tranh luận, và những công việc bắt buộc đối với những hạng người lười biếng và cẩu thả. Những tranh luận này và sự ủng hộ của Carlyle đối với các biện pháp trấn áp của Thống đốc Edward Eyre tại Jamaica trong suốt cuộc nổi loạn Morant Bay càng làm cho ông bị xa lánh bởi những người bạn cũ của mình. Thống đốc Eyre sợ sẽ có một cuộc nổi dậy quy mô lớn tại Đảo nên đã đàn áp một cách dã man cuộc nổi dậy, vì vậy đã có nhiều nô lệ da đen bị giết. Hàng trăm người bị đánh đập. Eyre cũng chịu trách nhiệm cho việc xử tử George William Gordon, một lãnh đạo đa chủng tộc bị nghi ngờ có dính líu đến cuộc nổi dậy. Những sự kiện này tạo nên những cuộc tranh luận gay gắt tại Anh, dẫn đến việc bắt giữ Eyre vì tội cố ý giết người. John Stuart Mill thành lập Hội đồng Jamaica, một tổ chức để buộc tội và bao gồm nhiều trí thức Anh có tư tưởng tự do nổi tiếng (như là John Bright, Charles Darwin, Frederic Harrison, Thomas Hughes, Thomas Henry Huxley, và Herbert Spencer).
Carlyle thành lập Hội đồng bảo vệ Thống đốc Eyre và Ủy ban trợ giúp để đối chọi với Mill với luận điểm rằng Eyre đã hành động dứt khoát để bảo vệ trật tự xã hội. Những người ủng hộ ông gồm có John Ruskin, Charles Kingsley, Charles Dickens, Alfred Tennyson và John Tyndall. Eyre hai lần bị buộc tội giết người, nhưng quá trình tố tụng không bao giờ được diễn ra nữa.
Những quan điểm cứng rắn tương tự được nhấn mạnh trong tác phẩm "Shooting Niagara, and After?", được viết sau khi Đạo luật cải cách bầu cử được thông qua 1867, với việc "khẳng định niềm tin của ông vào khả năng lãnh đạo của người hiền triết (cùng với những người cộng sự thông thái), thiếu niềm tin vào chế độ dân chủ, sự căm ghét giai cấp công nhân – từ những người làm gạch đến những người làm công tác ngoại giao – những con người gian trá.

#### Friedrich Đại đế

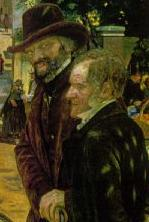
Carlyle bên trái và Frederick Maurice(phải)

Một trong những tác phẩm quan trọng cuối cùng của Carlyle là cuộc đời huyền thoại của  Friedrich Đại đế (1858-1865). Trong tác phẩm này, Carlyle cố gắng cho thấy cách mà một nhà lãnh đạo anh hùng có thể điều khiển một quốc gia và tạo ra những nền văn hóa Đạo đức mới cho đất nước đó. Đối với Carlyle, Friedrich là một hình mẫu hoàn hảo trong sự chuyển đổi từ thời kì Khai sáng của thế kỷ XVIII đến nền văn hóa mới đề cao những tâm hồn năng động được thể hiện trong tinh thần nước Đức, về cả tư tưởng và nền chính trị nước Đức. Cuốn sách nổi tiếng về tính sáng sủa, bị cho là mang nhiều yếu tố chủ quan, phác họa hình ảnh những trận chiến của Friedrich. Trong tác phẩm, Carlyle đã truyền đạt được góc nhìn của ông về toàn cảnh của sự hỗn loạn cực độ được nhà lãnh đạo xuất chúng xử lý một cách tài tình.
Carlyle gọi tác phẩm là "Cuộc chiến 13 năm" của ông với Friedrich. Trong năm 1852, Carlyle đến Đức để thu thập tài liệu cho quyển sách, viếng thăm khung cảnh những trận chiến của Friedrich và ghi chú lại địa hình của nó. Ông tiếp tục đến Đức lần thứ 2 vào năm 1858 để tìm hiểu về các chiến trường. Tác phẩm gồm có 6 quyển; 2 quyển đầu xuất bản năm 1858, quyển thứ 3 vào năm 1862, quyển thứ 4 vào năm 1864 và 2 quyển cuối vào năm 1865. Emerson, đánh giá về nó như sau: "Một tác phẩm trí tuệ nhất đã từng được viết". James Russell Lowell chỉ ra một vài khuyết điểm, nhưng cũng viết: "Hầu hết những sử gia dường như thích những con búp bê được nhét đầy cám, toàn bộ chất của nó có thể chảy ra thông qua bất kì lỗ nào mà sự chỉ trích có thể đâm vào; nhưng Carlyle là quá thật trong việc so sánh, đến nỗi mà, nếu như bạn đâm chúng, chúng sẽ chảy máu". Tác phẩm đã trở thành giáo trình trong các học viện quân sự tại Đức.
Sự nỗ lực trong việc viết tác phẩm khiến Carlyle làm việc quá sức, điều này khiến ông trở nên dễ căng thẳng hơn và nhiều bệnh tinh thần khác. Việc mắc quá nhiều chứng bệnh một lúc đã ảnh hưởng đến việc viết các tác phẩm sau này của ông.

#### Những tác phẩm cuối cùng
Những tác phẩm cuối cùng của Carlyle hầu hết là các tiểu luận ngắn, nổi bật nhất là tiểu luận "The Early Kings of Norway: Also an Essay on the Portraits of John Knox" được viết vào năm 1875, một tuyển tập về các lãnh chúa Na Uy thời Trung cổ và một tiểu luận để chứng minh rằng một bức chân dung của John Knox được mọi người biết đến không phải vẽ John Knox như một Giám mục Scotland. Tiểu luận này tạo một kết nối giữa Carlyle và các bức chân dung lịch sử, điều này ngay lập tức khiến ông thành lập một bộ sưu tập về các bức chân dung mang tính quốc gia, cuối cùng là sự xuất hiện của tòa nhà National Portrait Gallery, London và the Scottish National Portrait Gallery. Ông được bầu là thành viên danh dự quốc tế của American Academy of Arts and Sciences trong năm 1878.

## Thư viện Luân Đôn
Carlyle là người đứng đầu trong Ban tổ chức của Thư viện Luân Đôn trong năm 1841. Ông cảm thấy khó chịu với các trang thiết bị được sử dụng tại Thư viện Bảo tàng Anh, nơi mà ông thường xuyên không thể tìm được chỗ ngồi (bắt buộc ông phải ngồi trên những cái thang) và ông phàn nàn rằng khi ông buộc phải ngồi chung với những người đọc khác, ông cảm thấy nhức đầu, và những cuốn sách không thể được mượn và ông thấy rằng những phích về bộ sưu tập của thư viện cũng như những tài liệu liên quan đến Cuộc cách mạng Pháp và Nội chiến Anh được biên mục một cách thiếu sót. Cụ thể, ông bắt đầu có ác cảm với người thủ thư, Anthony Panizzi (mặc dù trong thực tế, Panizzi đã cho ông rất nhiều đặc quyền so với những người khác), và chỉ trích anh ta, như "một phụ tá thủ thư đáng kính trọng", trong một chú thích đến một bài báo được xuất bản trong Westminster Review Cuối cùng, Carlyle đã tìm ra giải pháp cho chuyện này, với sự giúp đỡ của nhiều người bạn có ảnh hưởng, đó là kêu gọi thành lập một thư viện tư nhân để có thể mượn sách từ đó.

## Cuộc sống riêng tư

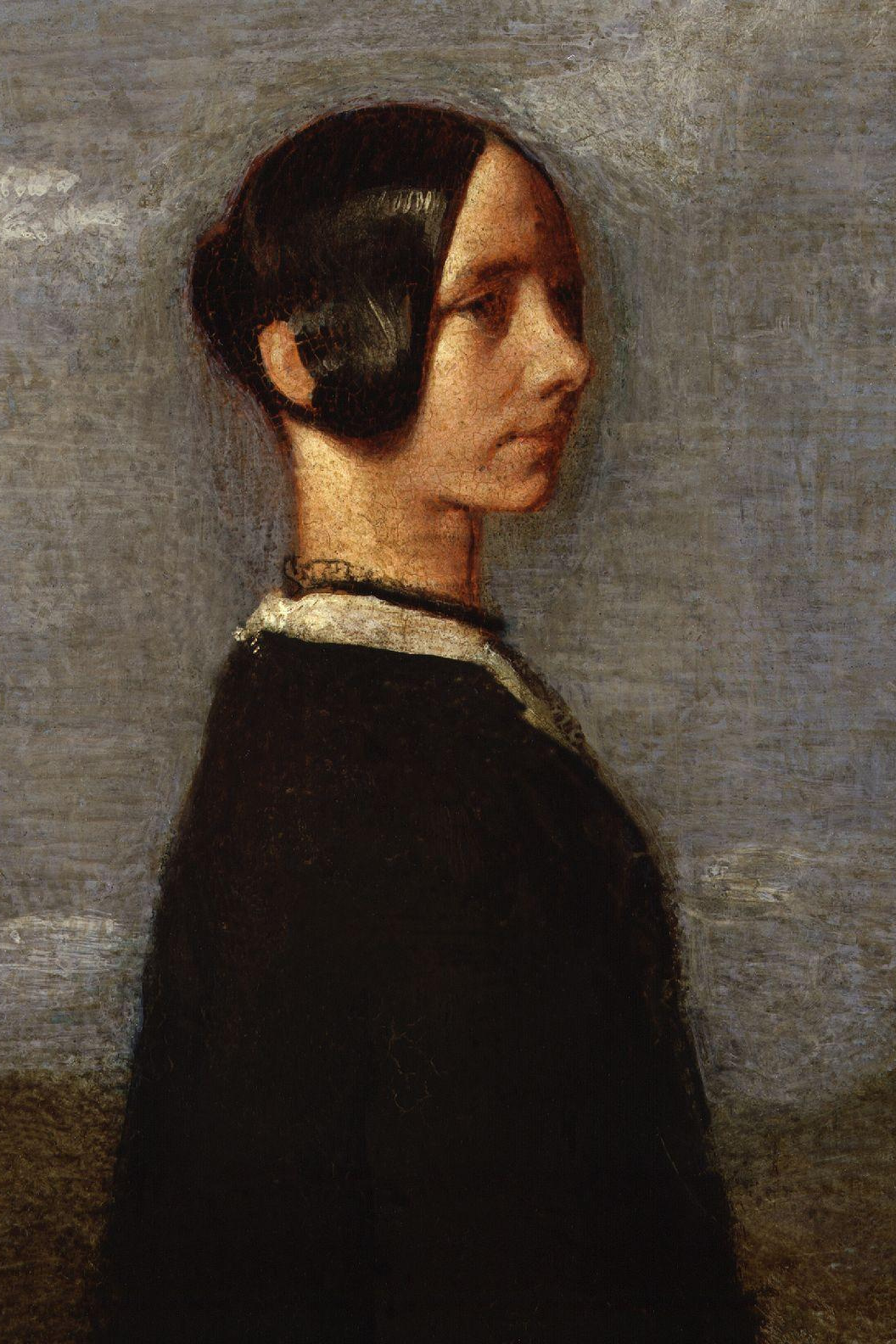
Chân dung của Jane Wales Carlyle bởi Samuel Laurence, c.1852

Carlyle có nhiều mối tình lãng mạn trước khi ông cưới Jane Welsh, bà là một văn sĩ có tiếng tăm. Mối tình được biết đến nhiều nhất là với Margaret Gordon, một học sinh của bạn ông, Edward Irving. Thậm chí, sau khi ông gặp Jane, Carlyle cũng nảy sinh tình cảm với Kitty Kirkpatrick, con gái của một sĩ quan Anh và một công chúa Ấn Độ. William Dalrymple, tác giả của "White Mughals", đề cập rằng tình cảm là đến từ hai phía, nhưng rào cản xã hội làm cả hai không thể đến được với nhau vì Carlyle chỉ là một hàn sĩ. Cả Margaret và Kitty đều được cho là chất liệu sáng tạo nên "Blumine", người yêu của Teufelsdröckh, trong tác phẩm "Sartor Resartus".
Ông cũng có mối quan hệ tình bạn với văn sĩ Geraldine Jewsbury, bắt đầu từ năm 1840. Trong khoảng thời gian đó, Jewsbury cũng đang trải qua giai đoạn tuyệt vọng và những trải nghiệm mang tính chất tôn giáo. Cô viết thư cho Carlyle nhờ giúp đỡ và cũng thể hiện lòng kính phục những tiểu luận nổi tiếng của ông. Carlyle sau đó đã mời Jewsbury đến Cheyne Row, nơi mà Carlyle và Jane đang sống. Từ đó trở đi, Jewsbury và Jane có một mối quan hệ bạn bè thân thiết và Carlyle cũng giúp Jewsbury tìm hiểu thêm về Văn học Anh.

### Hôn nhân
Carlyle cưới Jane Welsh trong năm 1826. Ông gặp Welsh thông qua một người bạn và gia sư của Welsh là Edward Irving, cũng là người mà Welsh có cảm tình (nhưng không quá sâu đậm). Welsh là nguồn cảm hứng cho nhà thơ Leigh Hunt sáng tác nên tác phẩm "Jenny kiss'd Me".

Hôn nhân của họ là sự minh chứng cho một trong những cuộc hôn nhân được biết đến nhiều nhất, tốn nhiều giấy mực nhất về sự bất hạnh của nó trong văn đàn. Hơn 9000 bức thư giữa Carlyle và vợ ông được xuất bản cho thấy cả hai chịu sự tổn thương từ những cuộc cãi vã liên tiếp.
' Chúa trời sẽ thật nhân từ nếu để cho Carlyle và Mrs Carlyle được kết hôn với người khác, và nhờ vậy chỉ làm hai người đau khổ chứ không phải bốn người .— Samuel Butler

Carlyle ngày càng giữ khoảng cách với vợ của mình. Người viết tiểu sử của Carlyle, James Anthony Froude, xuất bản tác phẩm (sau khi chết) cho rằng cuộc hôn nhân của Carlyle là không hòa hợp.
Mặc dù Carlyle không còn quan tâm đến Jane, nhưng cái chết bất ngờ của bà vào năm 1866 làm cho Carlyle bị sốc nặng và ông đã viết tác phẩm "Reminiscences of Jane Welsh Carlyle", xuất bản sau khi ông mất.

### Những năm tháng cuối đời
Sau cái chết của Jane Carlyle trong năm 1866, Thomas Carlyle gần như không còn giao tiếp với xã hội. Ông được bổ nhiệm làm Hiệu trưởng của Đại học Edinburgh. Ông sống tại 24 Cheyne Row (sau này là số 5), Chelsea, Luân Đôn SW3 vào những năm cuối đời. Nơi này hiện nay thuộc tài sản của National Trust dành cho việc tưởng niệm Carlyle. Tuy nhiên, Carlyle luôn mong muốn được quay về sống tại Craigenputtock.

### Mất

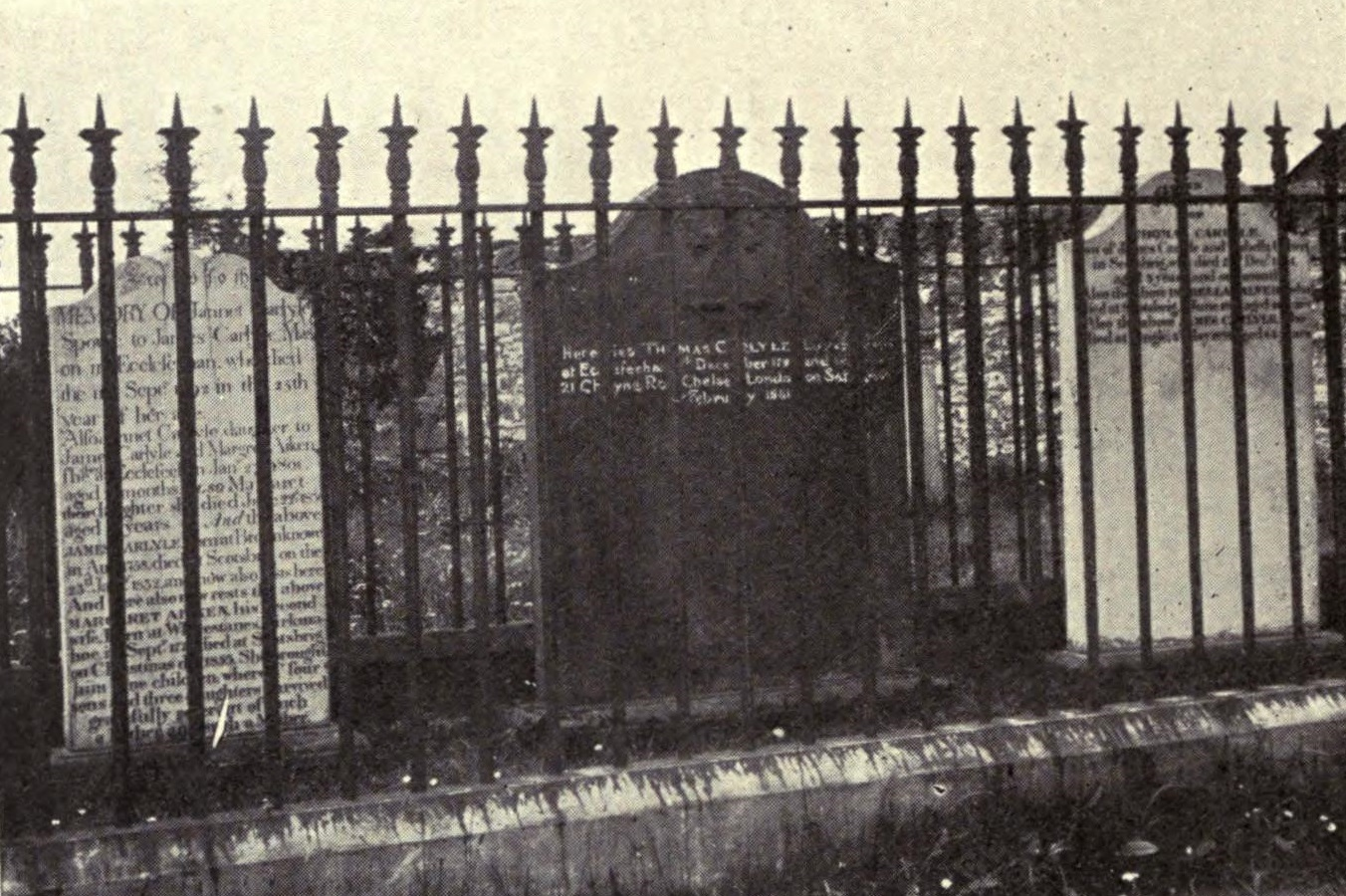
Mộ của Carlyle tại Ecclefechan

Carlyle mất ngày 5 tháng 2 năm 1881 tại Luân Đôn. Việc chôn cất được đề nghị thực hiện tại  tu viện Westminster Abbey nhưng không được chấp nhận vì Ông có di nguyện được chôn cất bên cạnh cha mẹ của mình tại Ecclefechan. Những lời cuối cùng của ông là "Vậy, đây là cái chết, ô" 

### Tiểu sử
Carlyle có lẽ không thích được viết tiểu sử về cuộc đời mình, nhưng khi ông nghe nói rằng những nguyện vọng của ông sẽ không được nghe theo và nhiều người đang chờ ông chết trước khi xuất bản các tác phẩm của họ, ông thay đổi suy nghĩ và cung cấp cho bạn của ông là James Anthony Froude những bức thư của ông và vợ. Tiểu luận của Carlyle về vợ của ông được tập hợp trong tác phẩm Reminiscences, xuất bản sau khi ông mất không bao lâu bởi Froude, cũng là người xuất bản "Letters and Memorials of Jane Welsh Carlyle" được chú thích bởi chính Carlyle. Tác phẩm "Life of Carlyle" của Froude được xuất bản từ năm 1882–84. Sự chân thật của cuốn sách là rất đặc biệt theo những tiêu chuẩn về việc viết tiểu sử trong thế kỷ XIX. Tác phẩm của Froude vấp phải sự công kích kịch liệt từ phía gia đình Carlyle, đặc biệt cháu trai của Carlyle, Alexander Carlyle và cháu gái của ông, Margaret Aitken Carlyle. Tuy nhiên, tiểu sử tiếp tục tạo ra những nghi vấn trong niềm tin của Carlyle khi cho rằng những lỗi lầm của các anh hùng nên được thảo luận một cách cởi mở nhưng không làm giảm giá trị những thành quả của họ. Froude, người mà Carlyle tin tưởng chọn làm người viết tiểu sử của mình, hiểu rất rõ niềm tin này. Sự bảo vệ của Froude về quan điểm của mình, tác phẩm "My Relations With Carlyle" được xuất bản sau khi ông chết vào năm 1903, gồm một tái bản về di nguyện của Carlyle trong năm 1873, trong đó Carlyle úp mở rằng: "Nhấn mạnh tiểu sử của tôi, tôi nghĩ rằng không có nó sẽ tốt hơn". Tuy nhiên, Carlyle cũng đồng thời tin tưởng cho phép Froude thực hiện quyết định này, Ông nói rằng "Việc thực hiện tiểu sử này được sự đồng ý của tôi".

## Ảnh hưởng

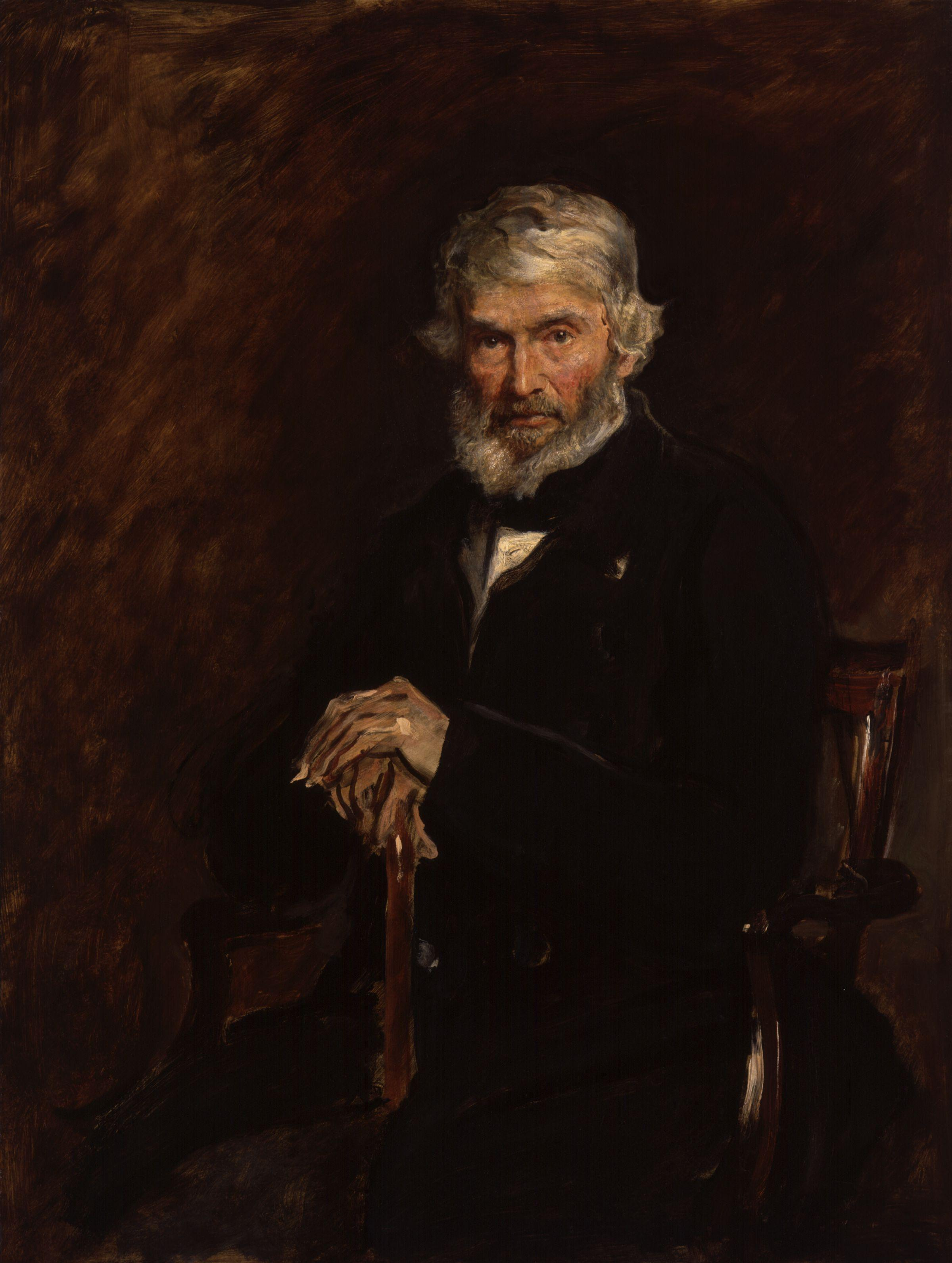
Carlyle vẽ bởi John Everett Em..

Thomas Carlyle là một văn nhân nổi tiếng cả trong sự kế thừa truyền thống của các nhà phê phán châm biếm theo chủ nghĩa Tory ở thế kỷ XVIII tại Anh và sự lập nên một phong cách phê phán mới dười thời Victorian được gọi là phong cách phê phán sage (sage writing). Tác phẩm "Sartor Resartus" có thể vừa được xem như diễn giải rõ hơn về sự phê phán lộn xộn và mang tính hoài nghi của Jonathan Swift và Laurence Sterne vừa mang một phong cách mới đặc biệt.
Carlyle cũng góp một phần quan trọng trong việc giới thiệu văn học lãng mạn Đức đến Anh. Mặc dù Samuel Taylor Coleridge như là người ủng hộ học thuyết của Schiller, nhưng những nỗ lực của Carlyle để giới thiệu Schiller và Goethe đem lại kết quả tốt hơn.

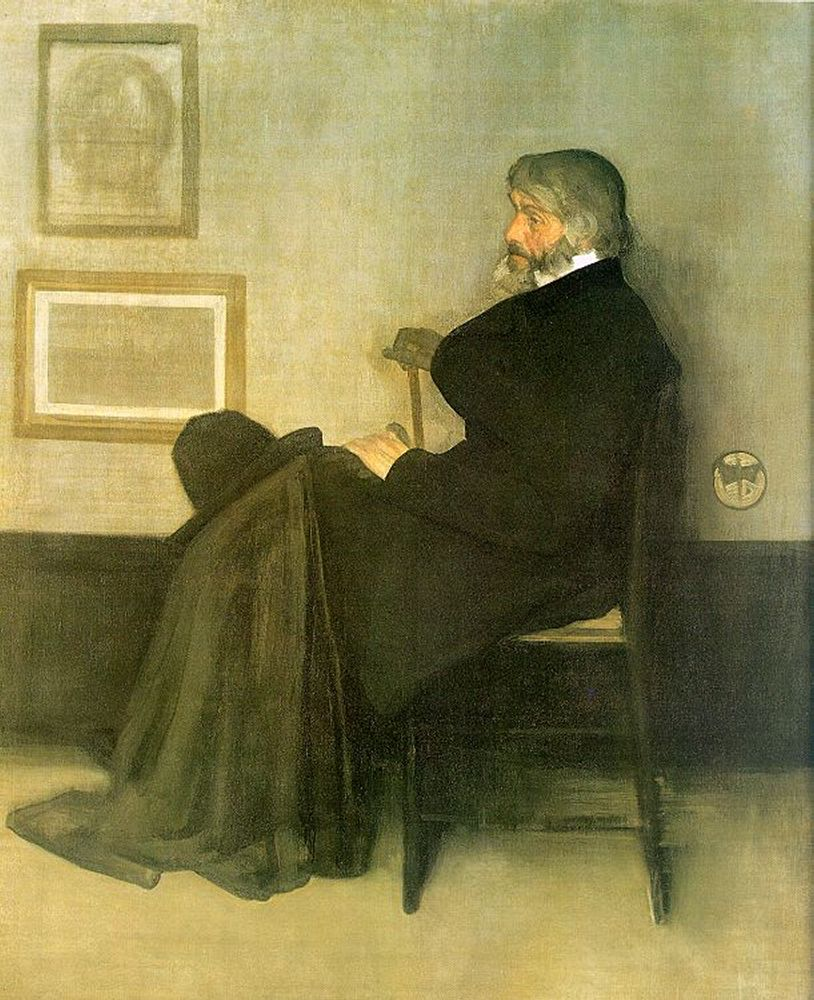
Sơn dầu, 171 x 143.5 cm.

Uy tín của Carlyle rất cao trong suốt thế kỷ XIX, nhưng giảm dần vào thế kỷ XX. George Orwell gọi ông là "bậc thầy về sự dè bỉu". Thậm chí tại sự chế giễu rỗng tuếch nhất (Khi ông nói Whitman nghĩ ông ta vĩ đại vì ông ta đã sống trong một đất nước vĩ đại), nạn nhân thật sự cũng cảm thấy tổn thương phần nào. Đó là năng lực của một nhà diễn thuyết, người Đàn ông của từ ngữ và dùng nó cho những mục đích cơ bản nhất Tuy nhiên, Whitman mô tả Carlyle đã "Thắp sáng thế kỷ XIX với nguồn sáng của một trí tuệ dồi dào, tinh tế và hoàn toàn trung thực của giai cấp cao quý" và "Chưa bao giờ một sự đi lên của Chính trị có một kẻ thù mà nó thật sự tôn trọng như vậy". Uy tín của Carlyle tại Đức không bao giờ bị suy giảm nhờ vào sự giới thiệu tư tưởng Đức ra thế giới và tác phẩm về tiểu sử của Friedrich Đại Đế. Friedrich Nietzsche có người luôn đối chiếu tư tưởng của mình với Carlyle với một sự tôn trọng, xem thường chủ nghĩa đạo đức của ông, gọi ông là "cái đầu rối loạn" trong tác phẩm "Beyond Good and Evil"  và đánh giá Carlyle là một tư tưởng gia thất bại trong việc tự giải thoát mình khỏi cái bóng tầm thường mà ông vẫn thường chỉ trích. Sự căm ghét của Carlyle đối với chế độ dân chủ  và niềm tin của ông về người lãnh đạo đúng nghĩa không quá gây ấn tượng với  Joseph Goebbels, người đọc tiểu sử của Carlyle về Friedrich cho đến Hitler trong những ngày cuối đời của ông vào năm 1945. Nhiều nhà phê bình của thế kỷ XX xem Carlyle như người có ảnh hưởng đến chủ nghĩa phát xít và chủ nghĩa quốc gia. Ernst Cassirer tranh luận trong tác phẩm "The Myth of the State" rằng sự tôn thờ chủ nghĩa anh hùng của Carlyle góp phần xây dựng hình mẫu lý tưởng về những nhà lãnh đạo chính trị trong thế kỷ XX, một phần của hệ tư tưởng chính trị phát xít.
Tác phẩm "Sartor Resartus" gần đây đã được nhiều người cho là một hình mẫu độc nhất vô nhị, dự đoán sự phát triển chính yếu của triết học và văn hóa, từ chủ nghĩa hiện sinh đến chủ nghĩa hậu hiện đại. Có nhiều tranh cãi cho rằng những phê bình của ông về công thức hệ tư tưởng trong tác phẩm "The French Revolution" cung cấp một chứng cứ lịch sử đáng tin cậy về cách mà các nền văn hóa tiến lên để trở thành chủ nghĩa kinh viện (dogmatisms) ép buộc.
Như một người theo chủ nghĩa lãng mạn, Carlyle nỗ lực để tìm sự hài hòa về cuộc sống cảm tính và tự do với lòng tôn trong thực tế lịch sử và chính trị. Nhiều người tin rằng ông luôn bị lôi cuốn bởi những vấn đề của chính chủ nghĩa anh hùng hơn bất kì mục đích đặc biệt nào mà vấn đề được tạo ra. Tuy nhiên, niềm tin của Carlyle trong việc tiếp tục sử dụng nhân loại của người hùng, hay vĩ nhân, được tuyên bố một cách ngắn gọn trong trong phần cuối của tiểu luận về Muhammad Muhammad (Trong tác phẩm On Heroes, Hero Worship & the Heroic in History), trong đó ông kết luận: Các vĩ nhân luôn là ngọn lửa của thiên đường; phần còn lại của nhân loại chờ đợi vĩ nhân như nhiên liệu, và sau đó họ sẽ bùng cháy."

## Tác phẩm
- (1829) Signs of the Times. The Victorian Web
- (1833–34) Sartor Resartus. Project Gutenberg
- (1837) The French Revolution: A History. Project Gutenberg
- (1840) Chartism. Google Books
- (1841) On Heroes, Hero-Worship, and The Heroic in History. Project Gutenberg